# Saint-Étienne-sous-Bailleul
Saint-Étienne-sous-Bailleul es una localidad y comuna francesa situada en la región de Alta Normandía, departamento de Eure, en el distrito de Les Andelys y cantón de Gaillon-Campagne.

## Demografía
| 120 | 117 | 182 | 210 | 281 | 325 |
| Para los censos de 1962 a 1999 la población legal corresponde a la población sin duplicidades (Fuente: INSEE [Consultar]) |     |     |     |     |     |

## Administración

### Entidades intercomunales
Saint-Étienne-sous-Bailleul está integrada en la Communauté de communes Eure-Madrie-Seine . Además forma parte de diversos sindicatos intercomunales para la prestación de diversos servicios públicos:
- Syndicat intercommunal de gestion et maintenance des équipements sportifs de SAINT MARCEL
- Syndicat de l'électricité et du gaz de l'Eure (SIEGE)

### Riesgos
La prefectura del departamento de Eure incluye la comuna en la previsión de riesgos mayores  por:
- Riesgos derivados del transporte de mercancías peligrosas.
- Riesgos derivados de actividades industriales.